# Tour della nazionale maschile di rugby a 15 della Nuova Zelanda 1993
Nel 1993, gli All Blacks della nazionale neozelandese di Rugby Union, si recano in tour in Inghilterra e Scozia.
Il bilancio è completo di vittorie nei match non ufficiali. Solo l'Inghilterra riuscirà a battere gli All Blacks.
Nello stesso anno il New Zealand Divisional XV si era recato in tour nel sud pacifico.

## Tour degli All Blacks

### Primi match in Inghilterra
| Arbitro: | P. Thomas |

|           |      |                                   |
| R.Jenkins | mt   | S. Bachop 2, M. Berry J. Wilson 2 |
| C.Andrew  | tr   | Cooper 4                          |
|           | c.p. | Cooper 2                          |

| Arbitro: | Brian Stirling |

|          |      |                      |
| Steele 2 | c.p. | M.Cooper 2, Howard 2 |

| Arbitro: | C. Thomas |

|           |      |            |
|           | mt   | J. Joseph  |
|           | tr   | M. Cooper  |
| Callard 4 | c.p. | M.Cooper 4 |
| P. Hull   | drop |            |

| Arbitro: | J. Fleming |

|           |      |                              |
|           | mt   | M. Ellis 2,N. Hewitt E. Rush |
|           | tr   | J. Wilson 2                  |
| Grayson 7 | c.p. | J. Wilson                    |

| Arbitro: | M. Megson |

|              |      |                   |
|              | mt   | J.Timu, J. Wilson |
|              | tr   | M.Cooper 2        |
| J. Callard 4 | c.p. | M. Cooper 3       |
|              | drop | M. Ellis          |

### In Scozia
| Arbitro: | D. Matthews |

|          |      |                                                                                  |
| G Parker | mt   | S. Bachop,Z. Brooke 4 M. Ellis, N. Hewitt 2 S. Howarth 2, J. Mitchell J. Preston |
|          | tr   | S. Howarth 9                                                                     |
|          | c.p. | S. Howarth 2                                                                     |

| Arbitro: | Alan Spreadbury |

|             |      |             |
|             | mt   | M. Ellis    |
| N. Dods     | c.p. | M. Cooper 5 |
| D. Wyllie 2 | drop |             |

| Arbitro: | G. Black |

|          |      |                             |
|          | mt   | L.Barry,J. Mitchell E. Rush |
|          | tr   | S. Howarth 2                |
| K.Bray 4 | c.p. | S. Howarth 4                |

| Arbitro: | Freek Burger |

| |            | |
| | mt         | Brooke, Bunce Ellis 2, Wilson 3 |
| | tr         | Cooper 4, Wilson |
| Chalmers, AG Hastings 4 | c.p.       | Cooper 2 |
| 15.Gavin Hastings (cap), 14.Tony Stanger, 13.Ian Jardine, 12.Graham Shiel, 11.Scott Hastings, 10.Craig Chalmers, 9.Andy Nicol, 8.Doddie Weir, 7.Rob Wainwright, 6.Dave McIvor, 5.Andrew MacDonald, 4.Damian Cronin, 3.Paul Burnell, 2.Kenny Milne, 1.Alan Watt - Sostituti: Bryan Redpath, Kenny Logan, Douglas Wyllie, Carl Hogg - Non entrati : 21.Alan Sharp, 21.Kevin McKenzie | Formazioni | 15.John Timu, 14.Jeff Wilson, 13.Frank Bunce, 12.Matthew Cooper, 11.Inga Tuigamala, 10.Marc Ellis, 9.Stu Forster, 8.Arran Pene, 7.Zinzan Brooke, 6.Jamie Joseph, 5.Steve Gordon, 4.Ian Jones, 3.Olo Brown, 2.Sean Fitzpatrick (cap), 1.Craig Dowd - Sostituti: Eroni Clarke - Non entrati : Bull Allen, Paul Henderson, Norm Hewitt, Blair Larsen, Jon Preston |

### Finale in Inghilterra
| Arbitro: | Didier Mené |

|                     |      |                             |
| A.Challinor, D.Sims | mt   | E. Clarke, S.Howarth E.Rush |
|                     | tr   | S.Howarth 3                 |
| Challinor           | c.p. | S.Howarth 2                 |
|                     | drop | S.Bachop                    |

| Arbitro: | Freek Burger |

| |            | |
| Callard 4 | c.p.       | Wilson 3 |
| Andrew | drop       | |
| 15.Jon Callard, 14.Tony Underwood, 13.Will Carling (cap), 12.Phil de Glanville, 11.Rory Underwood, 10.Rob Andrew, 9.Kyran Bracken, 8.Dean Richards, 7.Ben Clarke, 6.Tim Rodber, 5.Nigel Redman, 4.Martin Johnson, 3.Victor Ubogu, 2.Brian Moore, 1.Jason Leonard - Non entrati : Stuart Barnes, Matt Dawson, Graham Rowntree, Graham Dawe, Jon Hall, Ian Hunter | Formazioni | 15.John Timu, 14.Jeff Wilson, 13.Frank Bunce, 12.Eroni Clarke, 11.Inga Tuigamala, 10.Marc Ellis, 9.Stu Forster, 8.Arran Pene, 7.Zinzan Brooke, 6.Jamie Joseph, 5.Steve Gordon, 4.Ian Jones, 3.Olo Brown, 2.Sean Fitzpatrick (cap), 1.Craig Dowd - Non entrati : Bull Allen, Paul Henderson, Norm Hewitt, Blair Larsen, Jon Preston |

| Arbitro: | D.Davies |

|         |      |           |
|         | mt   | Hewitt    |
|         | tr   | Howarth   |
| Worrall | c.p. | Howarth 2 |

## Match contro i Barbarians
| Arbitro: | P. Robin |

|            |      |                              |
|            | mt   | Dowd, I. Jones, V. Tuigamala |
|            | tr   | Wilson (2)                   |
| Elwood (4) | c.p. | Wilson (2)                   |

## NZ Divisional XV nel Sud Pacifico
Tour della selezione dei giocatori della seconda divisione dell'NPC.
| Nuku'alofa 19 ottobre 1993 | Tonga XV | 21 – 18 | NZ Divisional XV |  |

| Nadi 23 ottobre 1993 | Western XV | 29 – 31 | NZ Divisional XV |  |

| Suva 26 ottobre 1993 | Eastern XV | 3 – 39 | NZ Divisional XV |  |

| Rarotonga 30 ottobre 1993 | Cook XV | 15 – 26 | NZ Divisional XV |  |